# 47. National Hockey League All-Star Game
Das 47. National Hockey League All-Star Game wurde am 18. Januar 1997 in San José, Kalifornien, ausgetragen. Die erstmaligen Gastgeber des Spieles, seit ihrer Gründung 1991, waren die San Jose Sharks.
San José sollte bereits während der Saison 1994/95 Austragungsort des All-Star Game sein, jedoch fiel die gesamte Spielzeit aufgrund des Lockout aus. Als Entschädigung erhielt die  Stadt zur Saison 1996/97 erneut die Gelegenheit.
An der Veranstaltung, die in der San Jose Arena stattfand, nahmen die besten Spieler der National Hockey League teil. Im Spiel traten die besten Spieler der Western Conference gegen die besten Spieler der Eastern Conference an. Die Übertragungsrechte am Spiel hielten in den Vereinigten Staaten FOX und in Kanada CBC.

Logo des nicht ausgetragenen NHL All-Star Game 1995

Die Startformationen der All-Star Teams konnten durch die Fans über eine Abstimmung bestimmt werden. 

## Mannschaften
| #           | Land               | Spieler            | Pos.               | Team                |
| Torhüter    |                    |                    |                    |                     |
| 34          | Vereinigte Staaten | John Vanbiesbrouck | John Vanbiesbrouck | Florida Panthers    |
| 30          | Kanada             | Martin Brodeur     | Martin Brodeur     | New Jersey Devils   |
| 39          | Tschechien         | Dominik Hašek      | Dominik Hašek      | Buffalo Sabres      |
| Verteidiger |                    |                    |                    |                     |
| 77          | Kanada             | Ray Bourque        | Ray Bourque        | Boston Bruins       |
| 2           | Vereinigte Staaten | Brian Leetch       | Brian Leetch       | New York Rangers    |
| 7           | Kanada             | Paul Coffey        | Paul Coffey        | Philadelphia Flyers |
| 44          | Vereinigte Staaten | Kevin Hatcher      | Kevin Hatcher      | Pittsburgh Penguins |
| 16          | Vereinigte Staaten | Scott Lachance     | Scott Lachance     | New York Islanders  |
| 4           | Kanada             | Scott Stevens      | Scott Stevens      | New Jersey Devils   |
| 24          | Slowakei           | Róbert Švehla      | Róbert Švehla      | Florida Panthers    |
| Angreifer   |                    |                    |                    |                     |
| 9           | Schweden           | Daniel Alfredsson  | RW                 | Ottawa Senators     |
| 12          | Slowakei           | Peter Bondra       | RW                 | Washington Capitals |
| 22          | Kanada             | Dino Ciccarelli    | RW                 | Tampa Bay Lightning |
| 99          | Kanada             | Wayne Gretzky      | C                  | New York Rangers    |
| 15          | Kanada             | Dale Hawerchuk     | C                  | Philadelphia Flyers |
| 32          | Kanada             | Dale Hunter        | C                  | Washington Capitals |
| 10          | Vereinigte Staaten | John LeClair       | LW                 | Philadelphia Flyers |
| 66          | Kanada             | Mario Lemieux      | C                  | Pittsburgh Penguins |
| 88          | Kanada             | Eric Lindros       | C                  | Philadelphia Flyers |
| 11          | Kanada             | Mark Messier       | C                  | New York Rangers    |
| 21          | Kanada             | Adam Oates         | C                  | Boston Bruins       |
| 8           | Kanada             | Mark Recchi        | RW                 | Montréal Canadiens  |
| 18          | Kanada             | Geoff Sanderson    | LW                 | Hartford Whalers    |

| #           | Land               | Spieler               | Pos.                  | Team                    |
| Torhüter    |                    |                       |                       |                         |
| 33          | Kanada             | Patrick Roy           | Patrick Roy           | Colorado Avalanche      |
| 31          | Kanada             | Andy Moog             | Andy Moog             | Dallas Stars            |
| 35          | Vereinigte Staaten | Guy Hebert            | Guy Hebert            | Mighty Ducks of Anaheim |
| Verteidiger |                    |                       |                       |                         |
| 7           | Vereinigte Staaten | Chris Chelios         | Chris Chelios         | Chicago Blackhawks      |
| 22          | Russland           | Wjatscheslaw Fetissow | Wjatscheslaw Fetissow | Detroit Red Wings       |
| 3           | Vereinigte Staaten | Derian Hatcher        | Derian Hatcher        | Dallas Stars            |
| 2           | Kanada             | Al MacInnis           | Al MacInnis           | St. Louis Blues         |
| 8           | Lettland           | Sandis Ozoliņš        | Sandis Ozoliņš        | Colorado Avalanche      |
| 20          | Russland           | Oleg Twerdowski       | Oleg Twerdowski       | Phoenix Coyotes         |
|             | Angreifer          |                       |                       |                         |
| 10          | Vereinigte Staaten | Tony Amonte           | LW                    | Chicago Blackhawks      |
| 70          | Kanada             | Jason Arnott          | C                     | Edmonton Oilers         |
| 96          | Russland           | Pawel Bure            | RW                    | Vancouver Canucks       |
| 14          | Kanada             | Theoren Fleury        | RW                    | Calgary Flames          |
| 21          | Vereinigte Staaten | Tony Granato          | LW                    | San Jose Sharks         |
| 16          | Vereinigte Staaten | Brett Hull            | RW                    | St. Louis Blues         |
| 9           | Kanada             | Paul Kariya           | LW                    | Mighty Ducks of Anaheim |
| 80          | Ukraine            | Dmytro Chrystytsch    | RW                    | Los Angeles Kings       |
| 11          | Kanada             | Owen Nolan            | RW                    | San Jose Sharks         |
| 17          | Finnland           | Teemu Selänne         | RW                    | Mighty Ducks of Anaheim |
| 18          | Kanada             | Brendan Shanahan      | LW                    | Detroit Red Wings       |
| 13          | Schweden           | Mats Sundin           | C                     | Toronto Maple Leafs     |
| 77          | Vereinigte Staaten | Keith Tkachuk         | LW                    | Phoenix Coyotes         |
| 19          | Kanada             | Steve Yzerman         | C                     | Detroit Red Wings       |

## Spielverlauf
Die Spieler der Eastern Conference legten den Grundstein für ihren Sieg bereits im ersten und zweiten Drittel als ihnen vier bzw. drei aufeinanderfolgende Tore gelangen. Zum Most Valuable Player des Spiels wurde Mark Recchi gewählt, der drei Tore und damit einen Hattrick erzielen konnte. Gleiches gelang auf Seiten der Western Conference Owen Nolan bei seinem „Heimspiel“ in der San Jose Arena. Eines seiner drei Tore kündigte er vorher mit einem Fingerzeig in die ausgewählte Ecke des von Dominik Hašek gehüteten Tores an.
| 18. Januar 1997 |                      | |                                      |
| Eastern Conference | 11–7 (4-2, 6-4, 1-1) | Western Conference | San Jose Arena San Jose, Kalifornien |
| J. LeClair (P. Bondra, S. Stevens) (8:52) M. Lemieux (W. Gretzky) (9:49) M. Recchi (M. Messier, D. Alfredsson) (15:32) D. Hawerchuk (E. Lindros, P. Coffey) (16:19) M. Recchi (R. Švehla, M. Messier) (21:56) G. Sanderson (E. Lindros) (23:21) M. Lemieux (R. Švehla, D. Ciccarelli) (26:09) M. Messier (K. Hatcher, D. Alfredsson) (28:45) M. Recchi (A. Oates, M. Lemieux) (30:57) D. Hawerchuk (J. LeClair, S. Stevens) (37:28) J. LeClair (P. Bondra, A. Oates) (48:50) |                      | P. Bure (M. Sundin, T. Amonte) (17:36) P. Kariya (P. Bure, S. Ozoliņš) (18:36) P. Bure (T. Selänne, W. Fetissow) (24:40) B. Shanahan (B. Hull, S. Ozoliņš) (36:38) O. Nolan (T. Fleury, S. Ozoliņš) (38:54) O. Nolan (T. Amonte) (39:02) O. Nolan (57:57) | San Jose Arena San Jose, Kalifornien |